# Савицкий, Иван Александрович
Иван Александрович Савицкий (род. 6 марта 1992 в Грозном) — российский трековый и профессиональный шоссейный велогонщик.

## Победы на треке
| 2009 - Чемпионат мира среди юниоров - Командная гонка преследования — 1-е место (с Константином Куперасовым, Виктором Манаковым и Матвеем Зубовым) - Индивидуальная гонка преследования — 3-е место - Чемпионат Европы среди юниоров - Командная гонка преследования — 1-е место (с Константином Куперасовым, Виктором Манаковым и Матвеем Зубовым) - Индивидуальная гонка преследования — 2-е место 2012 - Чемпионат Европы среди юниоров, командная гонка преследования — 1-е место (с Николаем Журкиным, Виктором Манаковым и Матвеем Зубовым) | 2012—2013 - Кубок мира, Агуаскальентес, командная гонка преследования — 1-е место (с Евгением Ковалёвым, Александром Серовым и Николаем Журкиным) 2013 - Чемпионат Европы среди юниоров, мэдисон — 3-е место - Чемпионат России - Командная гонка преследования — 1-е место (с Артур Ершовым, Евгением Ковалёвым и Александром Серовым) - Мэдисон — 1-е место (с Виктором Манаковым) |

## Победы на шоссе
| 2012 - Чемпионат России среди юниоров, индивидуальная гонка на время — 3-е место 2014 - Чемпион России среди юниоров в групповой гонке 2015 - Гран-при Сочи — этапы 2, 3 и 2-е место в общем зачёте - Гран-при Москвы — 2-е место - Гран-при Кубани — этап 1 - Тур Сербии — этапы 1, 2, 4 и генеральная классификация - Тур озера Цинхай — этап 4 |